# Stopplaats Snippeling
Stopplaats Snippeling (Spl) is een voormalige stopplaats aan Staatslijn A tussen Arnhem en Leeuwarden. De stopplaats lag tussen de huidige stations van Zutphen en Deventer. Stopplaats Snippeling was in gebruik van 1890 tot 16 december 1918.